# Campeonato Europeo de Bádminton por Equipos
El Campeonato Europeo de Bádminton por equipos es un torneo organizado por la Confederación Europea de Bádminton (EBU), que tiene lugar una vez cada dos años para coronar a los mejores equipos nacionales masculinos y femeninos de Bádminton en Europa. 

## Sedes
| Año  | Ciudad anfitriona | País         |
| ---- | ----------------- | ------------ |
| 2006 | Salónica          | Grecia       |
| 2008 | Almere            | Países Bajos |
| 2010 | Varsovia          | Polonia      |
| 2012 | Ámsterdam         | Países Bajos |
| 2014 | Basilea           | Suiza        |
| 2016 | Kazán             | Rusia        |
| 2018 | Kazán             | Rusia        |
| 2020 | Lievin            | Francia      |
| 2024 | Lodz              | Polonia      |

## Medallero
| Núm.  | País         | Oro | Plata | Bronce | Total |
| ----- | ------------ | --- | ----- | ------ | ----- |
| 1     | Dinamarca    | 13  | 1     | 0      | 14    |
| 2     | Alemania     | 1   | 3     | 10     | 14    |
| 3     | Países Bajos | 1   | 1     | 1      | 3     |
| 4     | Inglaterra   | 0   | 4     | 3      | 7     |
| 5     | Rusia        | 0   | 2     | 1      | 3     |
| 6     | España       | 0   | 1     | 2      | 3     |
| 7     | Bulgaria     | 0   | 1     | 1      | 2     |
| 7     | Francia      | 0   | 1     | 1      | 2     |
| 8     | Polonia      | 0   | 1     | 0      | 1     |
| 9     | Finlandia    | 0   | 0     | 1      | 1     |
| Total | Total        | 14  | 14    | 20     | 48    |

- Datos: Q1918724